# Агибетський сільський округ
Агибе́тський сільський округ (каз. Ағыбет ауылдық округі, рос. Агыбетский сельский округ) — адміністративна одиниця у складі району Байдібека Туркестанської області Казахстану. Адміністративний центр — село Агибет.
Населення — 2239 осіб (2021; 2855 у 2009, 2603 у 1999, 2440 у 1989).
Станом на 1989 рік існувала Агібетська сільська рада (села Агібет, Алгабас, Жанаталап, Жулдиз).

## Склад
До складу округу входять такі населені пункти:
| Населений пункт | Старі назви | Населення, осіб (1989) | Населення, осіб (1999) | Населення, осіб (2009) | Населення, осіб (2021) |
| --------------- | ----------- | ---------------------- | ---------------------- | ---------------------- | ---------------------- |
| Агибет, село    | Агібет      | 1131                   | 1061                   | 1244                   | 1053                   |
| Алгабас, село   | -           | 538                    | 520                    | 772                    | 553                    |
| Жанаталап, село | -           | 310                    | 387                    | 372                    | 267                    |
| Жулдиз, село    | -           | 461                    | 635                    | 467                    | 366                    |